# ローレン・スレイター
ローレン・スレイター(Lauren Slater, 1963年3月21日 - )はアメリカ合衆国の心理学、精神疾患及び女性の健康を専門にする臨床心理学者である。ハーバード大学から心理学における修士号を、ボストン大学から心理学における博士号を得た。

## 著書
- Lauren Slater, Opening Skinner's Box: Great Psychological Experiments of the Twentieth Century, 2004. ISBN 0393326551
  - ローレン・スレイター『心は実験できるか—20世紀心理学実験物語』岩坂彰訳（紀伊国屋書店、2005）ISBN 4-314-00989-6

| スタブアイコン | サブスタブ | この項目は、まだ閲覧者の調べものの参照としては役立たない、人物に関連した書きかけの項目です。この項目を加筆・訂正などしてくださる協力者を求めています（P:人物伝/PJ:人物伝）。 |